# Ponthus Payen
Ponthus Payen ou Pontus Payen (né vers 1540 - 9 mai 1609) est un avocat, mémorialiste et échevin d'Arras. La ville d'Arras et le comté d'Artois font alors partie des Pays-Bas espagnols. Son récit animé et détaillé de la révolte des Gueux est l'une des principales sources historiques sur ces événements qui déclenchent la guerre des quatre-vingts ans. Cette dernière mène notamment à la création des Pays-Bas.

## Biographie
Ses parents sont Jean (Hector) Payen, bourgeois d'Arras et Catherine Preudhomme. La première épouse de Jean Payen est Anne de Warlincourt. Ponthus Payen "récréanta" la bourgeoisie de son père le 27 avril 1571. Le recréantement ou le relief consistait à hériter du titre de bourgeois d'Arras. Les récréantements étaient consignés dans les registres des bourgeois.
Il est anobli par Philippe II d'Espagne le 19 mai 1582, en même temps que son demi-frère Pierre Payen et du fils de ce dernier Paris Payen.
Ponthus Payen est plusieurs fois échevin d'Arras entre 1596 et 1604. Il meurt le 9 mai 1609.

## Ecrits
Il écrit d'abord sur la révolte des Gueux. De la guerre civile des Pays-Bas est composé de quatre livres. Le livre I commence par la paix du Cateau-Cambrésis en 1559 ; les livres II à IV couvrent 1566 et 1567.
Il écrit ensuite sur "les troubles d'Arras" qui précédèrent l'union d'Arras le 6 janvier 1579. En particulier, Discours véritable de ce qui s'est passé en la ville d'Arras, depuis l'union et confédération des estatz d'Artois avecq aultres provinces du Pays-Bas traite des événements de 1577 et 1578. Ce discours est associé à "des pièces justificatives" datées de 1578.

## Publications
Les textes de Ponthus Payen ont été publiés au milieu du XIXème siècle en France et en Belgique : 
- Troubles d'Arras, 1577-1578. Relations de Pontus Payen, de Nicolas Ledé et autres documents inédits. Achmet d'Héricourt. Publication : Paris, Dumoulin, 1850
- Mémoires de Pontus Payen. Alexandre Henne. Elles contiennent De la guerre civile des Pays-Bas et Discours véritable...
  - Bruxelles, Société de l'histoire de Belgique, 1860-1861 ; N° 10 et 11 de la collection : Mémoires sur l'histoire de la Belgique au XVIe siècle[5],[6]
  - Bruxelles, Muquardt, 1861 ; Collection de mémoires relatifs à l'histoire de Belgique.